# Borda de Carrutxo
La Borda de Carrutxo és una borda del terme municipal de Conca de Dalt, dins de l'antic terme d'Hortoneda de la Conca, pertanyent a l'antiga caseria de bordes de Segan, al nord-est del terme.
És una de les Bordes de Segan, una de les dues situades més al nord, a prop i al sud-oest de l'ermita de Sant Cristòfol de Montpedrós. És al nord de la Borda de Guerra, al nord-oest de la Borda de Cardet, i a ponent, a tocar, de la Borda de Jaume de Sana. Més al nord hi havia, encara, la Borda del Xinco.